# Heinrich Herrenbauer
Heinrich Herrenbauer (né à Aix-la-Chapelle en 1890 et décédé en 1945) est un écrivain allemand.
Il se passionne très tôt pour les idées de Martin Heidegger. Après son mémorable ouvrage De la vraie nature publié en 1934, il obtient une chaire à l'université de Munich. Durant le troisième Reich, il continue ses recherches, non sans être séduit par les idées hitlériennes. Il est assassiné peu de temps après l'occupation de l'Allemagne de l'Ouest par les alliés, par un opposant au régime nazi en 1945. 